# Morti nel 1772
| Questa pagina contiene informazioni ricavate automaticamente dalle voci biografiche con l'ausilio del template Bio e di un bot. L'aggiornamento è periodico e automatico e ricostruisce completamente la pagina. Se manca una persona in questa lista, sei pregato di non aggiungerla, ma accertati piuttosto che la sua voce biografica contenga il template Bio e che i dati anagrafici siano correttamente compilati. Se il template Bio manca, inseriscilo tu stesso o, in alternativa, metti l'avviso {{tmp\|Bio}} che ne segnala la mancanza. Se i dati riportati sono sbagliati, correggi direttamente la voce biografica; le modifiche saranno visibili in questa lista entro pochi giorni. Per chiarimenti vedi il progetto biografie. La lista contiene solo le 111 persone che sono citate nell'enciclopedia e per le quali è stato implementato correttamente il template Bio. Pagina aggiornata al 26 lug 2025. |

## Gennaio(9)
- 4 gennaio - Alessandro Dori, architetto italiano (n. 1702)
- 4 gennaio - Giuseppe Zonca, compositore e basso italiano (n. 1715)
- 8 gennaio - Benoît Audran detto il Giovane, incisore francese (n. 1698)
- 10 gennaio - Giovanni Andrea Barotti, scrittore italiano (n. 1701)
- 13 gennaio - Michael Johann von Traubenberg, militare russo (n. 1722)
- 14 gennaio - Maria di Hannover, principessa britannica (n. 1723)
- 17 gennaio - Johann Jakob Quandt, teologo e bibliotecario tedesco (n. 1686)
- 18 gennaio - Giuseppe Lorenzo Briati, vetraio italiano (n. 1686)
- 25 gennaio - Joseph Franz von Schönborn-Wiesentheid, nobile e politico tedesco (n. 1708)

## Febbraio(10)
- 1º febbraio - Gutierre de Hevia y Valdés, ammiraglio spagnolo (n. 1704)
- 5 febbraio - Juan José Navarro, ammiraglio spagnolo (n. 1678)
- 8 febbraio - Augusta di Sassonia-Gotha-Altenburg, principessa tedesca (n. 1719)
- 10 febbraio - Giuseppe Venceslao del Liechtenstein, principe austriaco (n. 1696)
- 10 febbraio - Louis Tocqué, pittore francese (n. 1696)
- 11 febbraio - Caterina Sagredo Barbarigo, nobildonna italiana (n. 1715)
- 18 febbraio - Johann Hartwig Ernst von Bernstorff, politico tedesco (n. 1712)
- 20 febbraio - Maria Teresa del Liechtenstein, principessa austriaca (n. 1694)
- 24 febbraio - Nicola Perrelli, cardinale italiano (n. 1696)
- 25 febbraio - Antonio Fanzaresi, pittore italiano (n. 1700)

## Marzo(13)
- 2 marzo - Robert Joseph Pothier, giurista francese (n. 1699)
- 3 marzo - Giovanni Battista De Bonis, medico italiano (n. 1699)
- 10 marzo - Federico III di Sassonia-Gotha-Altenburg, duca (n. 1699)
- 11 marzo - Georg von Reutter, compositore austriaco (n. 1708)
- 15 marzo - Franz Xaver Zech, teologo tedesco (n. 1692)
- 21 marzo - Jacques-Nicolas Bellin, cartografo e geografo francese (n. 1703)
- 21 marzo - Aleksandr Filippovič Kokorinov, architetto russo (n. 1726)
- 22 marzo - John Canton, fisico britannico (n. 1718)
- 22 marzo - Michelangelo Schiavoni, pittore, incisore e restauratore italiano (n. 1714)
- 26 marzo - Charles Pinot Duclos, scrittore e storico francese (n. 1704)
- 26 marzo - Peregrine Lascelles, generale britannico (n. 1685)
- 29 marzo - Emanuel Swedenborg, filosofo e mistico svedese (n. 1688)
- 31 marzo - Vincenzo Acqua, vescovo cattolico italiano (n. 1693)

## Aprile(8)
- 8 aprile - Jean-Baptiste Baillon de Fontenay, orologiaio francese (n. 1702)
- 15 aprile - Károly Batthyány, generale e politico ungherese (n. 1697)
- 15 aprile - Ferdinand Christoph Oetinger, medico tedesco (n. 1719)
- 15 aprile - Vittorio I di Anhalt-Bernburg-Schaumburg-Hoym, principe tedesco (n. 1693)
- 16 aprile - Lorenzo De Mari, doge (n. 1685)
- 21 aprile - Justine Favart, ballerina, cantante lirica e drammaturga francese (n. 1727)
- 22 aprile - Johann Peter Kellner, compositore e organista tedesco (n. 1705)
- 28 aprile - Johann Friedrich Struensee, medico e politico tedesco (n. 1737)

## Maggio(3)
- 1º maggio - Gottfried Achenwall, giurista, storico e filosofo tedesco (n. 1719)
- 4 maggio - Francesco Savanni, pittore italiano (n. 1724)
- 16 maggio - Orazio Marescotti, I principe di Parrano, nobile italiano

## Giugno(10)
- 4 giugno - Maria Enrichetta Giuseppa di Fürstenberg-Stühlingen, principessa tedesca (n. 1732)
- 8 giugno - Gowin Knight, fisico britannico (n. 1713)
- 9 giugno - Pietro Monaco, incisore italiano (n. 1707)
- 11 giugno - Decio Frascadore, pittore italiano (n. 1691)
- 15 giugno - Louis-Claude Daquin, compositore francese (n. 1694)
- 16 giugno - Marc-Joseph Marion du Fresne, esploratore e navigatore francese (n. 1724)
- 16 giugno - Andrea Sciortino, missionario italiano (n. 1705)
- 18 giugno - Johann Ulrich von Cramer, giurista e filosofo tedesco (n. 1706)
- 18 giugno - Gerard van Swieten, medico olandese (n. 1700)
- 22 giugno - François-Vincent Toussaint, scrittore, traduttore e enciclopedista francese (n. 1715)

## Luglio(1)
- 19 luglio - Gioacchino Maria Pontalti, vescovo cattolico italiano (n. 1709)

## Agosto(5)
- 3 agosto - Andrés Piquer, scrittore, filosofo e logico spagnolo (n. 1711)
- 6 agosto - Pierre Vigné de Vigny, architetto francese (n. 1690)
- 17 agosto - Christen Lindencrone, mercante danese (n. 1703)
- 21 agosto - Alessandro Felici, compositore e violinista italiano (n. 1742)
- 25 agosto - Matteo La Manna, presbitero, missionario e gesuita italiano (n. 1710)

## Settembre(2)
- 19 settembre - Enrichetta Luisa di Borbone-Condé, nobile (n. 1703)
- 30 settembre - Jean-Louis Le Loutre, presbitero e patriota francese (n. 1709)

## Ottobre(9)
- 4 ottobre - Augustin Ehrensvärd, generale, architetto e artista svedese (n. 1710)
- 8 ottobre - Jean-Joseph de Mondonville, compositore e musicista francese (n. 1711)
- 12 ottobre - Giovanni Francesco Costa, pittore, architetto e scenografo italiano (n. 1711)
- 13 ottobre - George Keppel, III conte di Albemarle, generale inglese (n. 1724)
- 15 ottobre - Niccolò Ricciolini, pittore italiano (n. 1687)
- 16 ottobre - Ahmad Shah Durrani, politico e generale afghano (n. 1722)
- 19 ottobre - Andrea Belli, architetto maltese (n. 1703)
- 26 ottobre - Antonio Marino Priuli, cardinale e vescovo cattolico italiano (n. 1700)
- 31 ottobre - Giovanni Brunacci, storico e numismatico italiano (n. 1711)

## Novembre(7)
- 5 novembre - Dorothea Storm-Kreps, pittrice e illustratrice olandese (n. 1734)
- 10 novembre - Pedro Correia Garção, poeta e drammaturgo portoghese (n. 1724)
- 13 novembre - Cristofano Fumi, fantino italiano (n. 1724)
- 15 novembre - Johann Christian Senckenberg, naturalista e medico tedesco (n. 1707)
- 17 novembre - Luigi II Sanseverino, nobile e funzionario italiano (n. 1705)
- 22 novembre - Leopold Josef Hannibal Petazzi de Castel Nuovo, vescovo cattolico italiano (n. 1703)
- 30 novembre - Louis-Claude Vassé, scultore e disegnatore francese (n. 1717)

## Dicembre(10)
- 4 dicembre - Jean-Michel Chevotet, architetto francese (n. 1698)
- 4 dicembre - Dovber di Mezeritch, rabbino ucraino
- 7 dicembre - Martín Sarmiento, religioso e saggista spagnolo (n. 1695)
- 15 dicembre - Hobbe Esaias van Aylva, generale olandese (n. 1696)
- 17 dicembre - Anselm Desing, filosofo, storico e giurista tedesco (n. 1699)
- 22 dicembre - Carlo Giuseppe Capra, vescovo cattolico italiano (n. 1712)
- 23 dicembre - Giovanni Battista Cambiaso, doge (n. 1711)
- 26 dicembre - Donato Maria Arcangeli, vescovo cattolico italiano (n. 1709)
- 26 dicembre - Pëtr Semënovič Saltykov, generale russo (n. 1698)
- 28 dicembre - Ernst Johann Biron, duca (n. 1690)

## Senza giorno specificato(24)
- George Adams senior, inventore inglese (n. 1709)
- Giovanni Angelo Borroni, pittore italiano (n. 1684)
- Giovanni Stefano Carbonelli, compositore italiano (n. 1694)
- Lodovico Costa della Trinità, politico e militare italiano (n. 1699)
- John Cuff, ottico inglese (n. 1708)
- Francesca Cuzzoni, soprano italiano (n. 1691)
- Panna Czinka, violinista ungherese (n. 1711)
- John Ellicott, orologiaio inglese (n. 1706)
- Giuseppe Fali, pittore italiano (n. 1697)
- Johann Michael Feuchtmayer, scultore tedesco (n. 1709)
- Giovanni Angelo Finali, scultore italiano (n. 1709)
- Giulia Frasi, soprano italiana
- François Gaviniès, liutaio francese (n. 1683)
- Alejandro González Velázquez, architetto e pittore spagnolo (n. 1719)
- Hyacinthe de La Pegna, pittore fiammingo (n. 1706)
- Pierre Le Vieil, vetraio francese (n. 1708)
- Giuseppe de Porcaris, musicista italiano (n. 1698)
- Matteo Marinelli, pittore italiano
- Michele Antonio Milocco, pittore italiano (n. 1690)
- Franz Ludwig Pfyffer von Altishofen, ufficiale svizzero (n. 1699)
- Alessandro Pompei, architetto, pittore e scrittore italiano (n. 1705)
- Giulio Lorenzo Selvaggio, giurista e archeologo italiano (n. 1728)
- Giuseppe Tivani, scultore italiano (n. 1702)
- Anne-Charlotte d'Aiguillon, scrittrice francese (n. 1700)